# Chornomorske (Odesa)
Chornomorske (en ucraniano: Чорноморське) es un pueblo ucraniano perteneciente al óblast de Odesa. Situado en el suroeste del país, es parte del raión de Odesa y del municipio (hromada) de homónimo.

## Toponimia
El nombre del asentamiento en ruso es Chernomóskoye (en ruso: Черноморское).

## Geografía
Chornomorske se sitúa 26 km al sureste de Dobroslav y a unos 21 km al noreste de Odesa.

## Historia
El lugar fue mencionado por primera vez en 1802 como Chabanka (en ucraniano: Чабанка), en 1945 pasó a llamarse Jvardiske (en ucraniano: Гвардійське) y en 1978 pasó a llamarse Chornomorske. 
En 1925, el comandante del Ejército Rojo, Grígori Kotovski, fue asesinado en el pueblo. 
La guarnición se desarrolló después de 1945, y en 1967 la 28ª División de Fusileros Motorizados se trasladó aquí desde Odesa, y se construyeron nuevos cuarteles y edificios residenciales para los soldados. En 1988 a esta ciudad cerrada se le otorgó el estatus de asentamiento de tipo urbano.
Después del estallido de guerra del Dombás en la primavera de 2014, el pueblo se convirtió en la sede de la 28.ª Brigada Mecanizada.
Hasta el 18 de julio de 2020, Chornomorske era parte del raión de Limán. El raión fue abolido en julio de 2020 como parte de la reforma administrativa de Ucrania, que redujo el número de raiones del óblast de Odesa a siete. El área del raión de Limán se dividió entre los raiones de Odesa y Berezivka, y Chornomorske se transfirió al primero.En 2023, Chornomorske perdió el estatus de asentamiento de tipo urbano debido a la eliminación de este estatus administrativo.

## Demografía
La evolución de la población de Chornomorske entre 1989 y 2022 fue la siguiente:
| 4067                                                          | 6771 | 6835 | 3250 | 7020 | 7016 |
| (Fuente: Cities & Towns of Ukraine y UKRAINE: Größere Städte) |      |      |      |      |      |

Según el censo de 2001, la lengua materna de la mayoría de los habitantes, el 56,04%, es el ruso; y del 42,96% es el ucraniano.